# Enigmatic (Czesław Niemen-album)
Az Enigmatic Czesław Niemen negyedik albuma, amelyet a Muza adott ki 1970-ben, a felvételek 1969-ben készültek. A lemez kinyitható borítóval és szimpla borítóval egyaránt megjelent. Katalógusszámai: XL 0576, SXL 0576, SX 0576.

## Az album dalai

### A oldal
1. Bema pamięci żałobny - rapsod 16:27

### B oldal
1. Jednego serca 7:45
2. Kwiaty ojczyste 7:25
3. Mów do mnie jeszcze 4:40

## Közreműködők
- Czesław Niemen – ének, Hammond-orgona
- Zbigniew Namysłowski – altszaxofon
- Janusz Zieliński – basszusgitár
- Tomasz Jaśkiewicz – gitár
- Czesław Bartkowski – dob
- Zbigniew Sztyc – tenorszaxofon
- Michał Urbaniak – tenorszaxofon, furulya
- Alibabki együttes – háttérvokál